# Grammy Award for Best Country Album

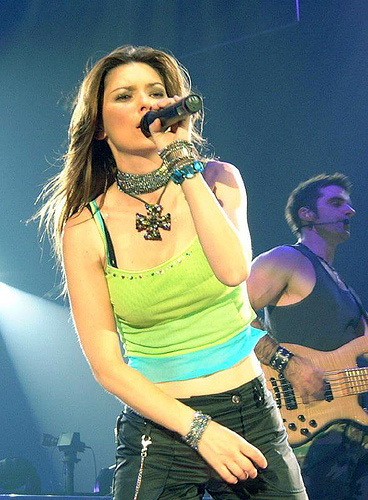
Shania Twain hat die Auszeichnung 1996 gewonnen

Der Grammy Award for Best Country Album, auf Deutsch „Grammy-Auszeichnung für das beste Country-Musik Album“, ist ein Musikpreis, der seit 1965 von der Recording Academy in Los Angeles verliehen wird. Der Preis geht an Künstler für Alben aus dem Bereich der Country-Musik.

## Geschichte und Hintergrund
Die seit 1959 verliehenen Grammy Awards werden jährlich in zahlreichen Kategorien von der Recording Academy in den Vereinigten Staaten vergeben, um künstlerische Leistung, technische Kompetenz und hervorragende Gesamtleistung ohne Rücksicht auf die Album-Verkäufe oder Chart-Position zu würdigen. Eine dieser Kategorien ist der Grammy Award for Best Country Album.
Der Preis wurde erstmals 1965 unter dem Namen Grammy Award for Best Country & Western Album an Roger Miller für das Album Dang Me/Chug-A-Lug verliehen. Nach einer weiteren Verleihung im Jahr 1966 wurde die Kategorie fast dreißig Jahre nicht mehr vergeben. 1995 wurde die Kategorie wiederbelebt und erhielt ihre derzeitige Bezeichnung Grammy Award for Best Country Album.
Die kanadische Sängerin Shania Twain ist bislang die einzige Gewinnerin in dieser Kategorie, die nicht aus den Vereinigten Staaten kommt.

## Gewinner und Nominierte
| Jahr                 | Gewinner                        | Nationalität       | Album                                                | Nominierte | Bild des/der Gewinner(s) |
| -------------------- | ------------------------------- | ------------------ | ---------------------------------------------------- | --- | ------------------------ |
| 1965                 | Roger Miller                    | Vereinigte Staaten | Dang Me/Chug-a-Lug                                   | - Chet Atkins — Guitar Country - Johnny Cash — Bitter Tears: Ballads of the American Indian - Buck Owens — The Best of Buck Owens - Jim Reeves — The Best of Jim Reeves - Hank Williams Jr. — Hank Williams Jr. Sings Songs of Hank Williams |                          |
| 1966                 | Roger Miller                    | Vereinigte Staaten | The Return of Roger Miller                           | - Eddy Arnold — My World - Chet Atkins — More of That Guitar Country - Jim Reeves — The Jim Reeves Way - Hank Williams & Hank Williams Jr. — Father and Son: Hank Williams and Hank Williams Jr.                                             |                          |
| 1995                 | Mary Chapin Carpenter           | Vereinigte Staaten | Stones in the Road                                   | - Asleep at the Wheel — Tribute to the Music of Bob Wills and the Texas Playboy - Vince Gill — When Love Finds You - Reba McEntire — Read My Mind - Trisha Yearwood — The Song Remembers When                                                |                          |
| 1996                 | Shania Twain                    | Kanada             | The Woman in Me                                      | - Junior Brown — Junior High - The Mavericks — Music for All Occasions - John Michael Montgomery — John Michael Montgomery - Trisha Yearwood — Thinkin' About You - Dwight Yoakam — Dwight Live                                              |                          |
| 1997                 | Lyle Lovett                     | Vereinigte Staaten | The Road to Ensenada                                 | - Brooks & Dunn — Borderline - Vince Gill — High Lonesome Sound - Patty Loveless — The Trouble with the Truth - Trisha Yearwood — Everybody Knows - Dwight Yoakam — Gone                                                                     |                          |
| 1998                 | Johnny Cash                     | Vereinigte Staaten | Unchained                                            | - Alan Jackson — Everything I Love - Patty Loveless — Long Stretch of Lonesome - George Strait — Carrying Your Love With Me - Dwight Yoakam — Under The Covers                                                                               |                          |
| 1999                 | Dixie Chicks                    | Vereinigte Staaten | Wide Open Spaces                                     | - Garth Brooks — Sevens - Faith Hill — Faith - Shania Twain — Come On Over - Trisha Yearwood — Where Your Road Leads |                          |
| 2000                 | Dixie Chicks                    | Vereinigte Staaten | Fly                                                  | - Asleep at the Wheel — Ride with Bob - Emmylou Harris, Linda Ronstadt & Dolly Parton — Trio II - George Jones — Cold Hard Truth - Alison Krauss — Forget About It                                                                           |                          |
| 2001                 | Faith Hill                      | Vereinigte Staaten | Breathe                                              | - Vince Gill — Let's Make Sure We Kiss Goodbye - Alan Jackson — Under the Influence - Lee Ann Womack — I Hope You Dance - Trisha Yearwood — Real Live Woman                                                                                  |                          |
| 2002                 | Verschiedene Künstler           | Vereinigte Staaten | Timeless: Hank Williams Tribute                      | - Diamond Rio — One More Day - Tim McGraw — Set This Circus Down - Willie Nelson — Rainbow Connection - Trisha Yearwood — Inside Out |                          |
| 2003                 | Dixie Chicks                    | Vereinigte Staaten | Home                                                 | - Alan Jackson — Drive - Willie Nelson — The Great Divide - Joe Nichols — Man with a Memory - Dolly Parton — Halos & Horns |                          |
| 2004                 | Verschiedene Künstler           | Vereinigte Staaten | Livin’, Lovin’, Losin’: Songs of the Louvin Brothers | - Faith Hill — Cry - Lyle Lovett — My Baby Don't Tolerate - Willie Nelson & Ray Price — Run That By Me One More Time - Willie Nelson — Live and Kickin' - Shania Twain — Up!                                                                 |                          |
| 2005                 | Loretta Lynn                    | Vereinigte Staaten | Van Lear Rose                                        | - Tim McGraw — Live Like You Were Dying - Tiff Merritt — Tambourine - Keith Urban — Be Here - Gretchen Wilson — Here for the Party |                          |
| 2006                 | Alison Krauss und Union Station | Vereinigte Staaten | Lonely Runs Both Ways                                | - Faith Hill — Fireflies - Brad Paisley — Time Well Wasted - Gretchen Wilson — All Jacked Up - Trisha Yearwood — Jasper County |                          |
| 2007                 | Dixie Chicks                    | Vereinigte Staaten | Taking the Long Way                                  | - Alan Jackson — Like Red on a Rose - Little Big Town — The Road to Here - Willie Nelson — You Don't Know Me: The Songs of Cindy Walker - Josh Turner — Your Man                                                                             |                          |
| 2008                 | Vince Gill                      | Vereinigte Staaten | These Days                                           | - Dierks Bentley — Long Trip Alone - Tim McGraw — Let It Go - Brad Paisley — 5th Gear - George Strait — It Just Comes Natural |                          |
| 2009                 | George Strait                   | Vereinigte Staaten | Troubadour                                           | - Jamey Johnson — That Lonesome Song - Patty Loveless — Sleepless Nights - Randy Travis — Around the Bend - Trisha Yearwood — Heaven, Heartache and the Power of Love                                                                        |                          |
| 2010                 | Taylor Swift                    | Vereinigte Staaten | Fearless                                             | - Zac Brown Band — The Foundation - George Strait — Twang - Keith Urban — Defying Gravity - Lee Ann Womack — Call Me Crazy |                          |
| 2011                 | Lady Antebellum                 | Vereinigte Staaten | Need You Now                                         | - Dierks Bentley — Up on the Ridge - Zac Brown Band — You Get What You Give - Jamey Johnson — The Guitar Song - Miranda Lambert — Revolution                                                                                                 |                          |
| 2012                 | Lady Antebellum                 | Vereinigte Staaten | Own the Night                                        | - Jason Aldean — My Kinda Party - Eric Church — Chief - Blake Shelton — Red River Blue - George Strait — Here for a Good Time - Taylor Swift — Speak Now                                                                                     |                          |
| 2013                 | Zac Brown Band                  | Vereinigte Staaten | Uncaged                                              | - Hunter Hayes — Hunter Hayes - Jamey Johnson — Living for a Song: A Tribute to Hank Cochran - Miranda Lambert — Four the Record - The Time Jumpers — The Time Jumpers                                                                       |                          |
| 2014                 | Kacey Musgraves                 | Vereinigte Staaten | Same Trailer Different Park                          | - Jason Aldean — Night Train - Tim McGraw — Two Lanes of Freedom - Blake Shelton — Based on a True Story... - Taylor Swift — Red |                          |
| 2015                 | Miranda Lambert                 | Vereinigte Staaten | Platinum                                             | - Dierks Bentley – Riser - Eric Church – The Outsiders - Brandy Clark – 12 Stories - Lee Ann Womack – The Way I'm Livin' |                          |
| 2016                 | Chris Stapleton                 | Vereinigte Staaten | Traveller                                            | - Sam Hunt – Montevallo - Little Big Town – Pain Killer - Ashley Monroe – The Blade - Kacey Musgraves – Pageant Material |                          |
| 2017                 | Sturgill Simpson                | Vereinigte Staaten | A Sailor’s Guide to Earth                            | - Brandy Clark – Big Day in a Small Town - Loretta Lynn – Full Circle - Maren Morris – Hero - Keith Urban – Ripcord |                          |
| 2018                 | Chris Stapleton                 | Vereinigte Staaten | From A Room: Volume 1                                | - Kenny Chesney — Cosmic Hallelujah - Lady Antebellum — Heart Break - Little Big Town — The Breaker - Thomas Rhett — Life Changes |                          |
| 2019                 | Kacey Musgraves                 | Vereinigte Staaten | Golden Hour                                          | - Kelsea Ballerini — Unapologetically - Brothers Osborne — Port Saint Joe - Ashley McBryde — Girl Going Nowhere - Chris Stapleton — From A Room: Volume 2                                                                                    |                          |
| 2020 26. Januar 2020 | Tanya Tucker                    | Vereinigte Staaten | While I’m Livin’                                     | - Eric Church – Desperate Man - Reba McEntire – Stronger Than the Truth - Pistol Annies – Interstate Gospel - Thomas Rhett – Center Point Road                                                                                               | Tanya Tucker, 2019       |
| 2021 14. März 2021   | Miranda Lambert                 | Vereinigte Staaten | Wildcard                                             | - Ingrid Andress – Lady Like - Brandy Clark – Your Life Is a Record - Little Big Town – Nightfall - Ashley McBryde – Never Will | Miranda Lambert (2010)   |
| 2022 3. April 2022   | Chris Stapleton                 | Vereinigte Staaten | Starting Over                                        | - Brothers Osborne – Skeletons - Mickey Guyton – Remember Her Name - Miranda Lambert, Jon Randall & Jack Ingram – The Marfa Tapes - Sturgill Simpson – The Ballad of Dood & Juanita                                                          |                          |
| 2023 5. Februar 2023 | Willie Nelson                   | Vereinigte Staaten | A Beautiful Time                                     | - Luke Combs – Growin’ Up - Miranda Lambert – Palomino - Ashley McBryde – Ashley McBryde Presents: Lindeville - Maren Morris – Humble Quest                                                                                                  |                          |
| 2024 4. Februar 2024 | Lainey Wilson                   | Vereinigte Staaten | Bell Bottom Country                                  | - Kelsea Ballerini – Rolling Up the Welcome Mat - Brothers Osborne – Brothers Osborne - Zach Bryan – Zach Bryan - Tyler Childers – Rustin’ in the Rain                                                                                       | Lainey Wilson 2020       |
| 2025 2. Februar 2025 | Beyoncé                         | Vereinigte Staaten | Cowboy Carter                                        | - F-1 Trillion von Post Malone - Deeper Well von Kacey Musgraves - Higher von Chris Stapleton - Whirlwind von Lainey Wilson |                          |

## Statistik

### Künstler mit mehreren Auszeichnungen
Die Dixie Chicks sind mit vier Siegen die am häufigsten ausgezeichneten Künstler in dieser Kategorie. Zu den zweimaligen Preisträgern zählen Roger Miller, Lady Antebellum, Chris Stapleton und Kacey Musgraves.

### Künstler mit mehreren Nominierungen
Trisha Yearwood hält mit acht Nominierungen den Rekord für die meisten Nominierungen. Willie Nelson und George Strait erhielten bisher fünf Nominierungen. Die Dixie Chicks, Vince Gill, Faith Hill, Alan Jackson und Tim McGraw waren vier Mal nominiert. Drei Nominierungen gingen bisher an Dierks Bentley, Zac Brown Band, Jamey Johnson, Lady Antebellum, Miranda Lambert, Little Big Town, Patty Loveless, Kacey Musgraves, Chris Stapleton, Taylor Swift, Shania Twain, Keith Urban, Lee Ann Womack und Dwight Yoakam. Und zwei Nominierungen gingen an Jason Aldean, Asleep at the Wheel, Chet Atkins, Johnny Cash, Eric Church, Brandy Clark, Alison Krauss, Lyle Lovett, Loretta Lynn, Roger Miller, Brad Paisley, Dolly Parton, Jim Reeves, Blake Shelton, Hank Williams Jr. und Gretchen Wilson.